# 자야 인드라바르만 4세
자야 인드라바르만 4세(Jaya Indravarman IV, 1167년 ~ 1192년)는 근대 베트남 내에 위치한 옛 지역인 참파의 왕이었다. 그는 아마도 판두랑가 통치자 뽀 끌롱 자라이와 같은 인물이었을 것이다. 한 강탈자는 “그는 자신을 바투의 자야 인드라바르만이라고 불렀고 '그라마푸라비야'라는 이름으로 알려진 유명한 곳에서 왔다고 말했다.” 그는 “힘과 용기와 자부심으로 가득차 있었고, 모든 샤스트라에 정통했다.” 그는 중국과 대월 조정에 조공을 보냈다. 육로 침략을 위해 중국에서 말을 구입하는데 실패한 그는 수상함 대대를 준비했다.:77–79
자야 인드라바르만 4세는 1177년 크메르 제국의 참파 침공을 주도한 것으로 유명하다. 그의 수군은 메콩강과 톤레사프 강 지류를 타고 톤레사프호으로 올라가 앙코르를 약탈하여 트리부바나디티아바르만을 죽였다.:120:163–164,166
1190년, 다라닌드라바르만 2세의 아들이자 후계자인 크메르 왕 자야바르만 7세는 참파에 대한 복수를 꾀했다. 수도는 비디야난다나에 의해 빼앗겼고 자야는 포로로 캄보디아로 다시 끌려왔다. 캄보디아의 왕은 1191년에 왕위를 되찾기 위해 그를 석방했다. 그러나 비디야난다나는 자야를 물리치고 사형에 처하게 했다.:78–79
자야 인드라바르만 4세는 1192년에 죽었다. 그의 이름은 산스크리트어로 ‘자야’(Jaya)는 승리를, ‘인드라’(Indra)는 비를 내리는이라는 의미이고, ‘바르만’(Varman)은 무술의 달인이라는 의미이다. 인드라는 또한 하늘과 비를 관장하는 고대 힌두교의 전사 신이다. 그는 힌두교 경전인 리그베다의 주요 신이다.